# Andrés Montaño (lottatore)
Andrés Roberto Montaño Arroyo (Esmeraldas, 6 aprile 1990) è un lottatore ecuadoriano, specializzato nella lotta greco-romana e libera. Vincitore di due medaglie d'oro ai Giochi panamericani di Toronto 2015 e Lima 2019 nella lotta greco-romana. Ha rappresentato l'Ecuador ai Giochi olimpici estivi di Rio de Janeiro 2016 nella lotta greco romana, categoria fino a 59 chilogrammi e di Parigi 2024 nel torneo dei -67 kg.

## Palmarès
- Giochi panamericani

Toronto 2015: oro nella lotta greco-romana -59 kg.
Lima 2019: oro nella lotta greco-romana -60 kg.
Santiago del Cile 2023: bronzo nella lotta greco-romana -67 kg.
- Campionati panamericani

Colorado Springs 2012: argento nella lotta greco-romana -60 kg.
Lauro de Freitas 2017: oro nella lotta greco-romana -59 kg.
Lima 2018: bronzo nella lotta greco-romana -60 kg.
Buenos Aires 2019: oro nella lotta greco-romana -63 kg.
Guatemala 2021: oro nella lotta greco-romana -63 kg.
Buenos Aires 2023: bronzo nella lotta greco-romana -63 kg.
Acapulco 2024: argento nella lotta greco-romana -63 kg.
- Giochi sudamericani

Medellín 2010: oro nella lotta greco-romana -55 kg.
Santiago del Cile 2014: oro nella lotta greco-romana -59 kg.
Cochabamba 2018: oro nella lotta greco-romana -60 kg.
- Campionati sudamericani

Lima 2009: argento lotta greco-romana -55 kg; bronzo nella lotta libera -60 kg.
Buenos Aires 2011: argento lotta greco-romana -60 kg.; argento nella lotta libera -66 kg.
- Giochi bolivariani
- Sucre 2009: argento lotta greco-romana -55 kg;
- Trujillo 2013: oro lotta greco-romana -60 kg;
- Valledupar 2022: oro lotta greco-romana -67 kg;